# 이토 히사토시
이토 히사토시(일본어: 伊藤 久敏, 1944년 6월 19일 ~ )는 일본의 전 프로 야구 선수이다. 후쿠오카현 구루메시 출신이며 현역 시절 포지션은 투수였다.

## 인물
구루메 상업고등학교에서는 에이스였으며, 4번 타자로도 활약했다. 1962년 춘계 규슈 대회 준준결승에 진출했지만 가고시마교쿠류 고등학교(가고시마현)에게 패했다. 같은 해 하계 고시엔 대회(제44회 전국 고등학교 야구 선수권 대회)에 출전했는데 4경기 중 3경기를 완봉승으로 따내면서 결승까지 진출했다. 결승에서는 춘계 선발 고등학교 야구 대회 우승 학교인 사쿠신가쿠인 고등학교의 가토 다케시와 투수전을 펼쳤지만 0대 1로 패하여 준우승에 그쳤고 사쿠신가쿠인은 고시엔 대회에서 처음으로 춘계·하계 대회 연패를 달성했다. 이 대회의 후쿠오카현 예선 남부 지구 2차전에서는 후쿠오카 제1고등학교를 상대로 노히트 노런을 기록했다. 그해 오카야마현에서 열린 국민 체육 대회에서 결승까지 진출했지만 사이조 고등학교(에히메현)에게 0대 2로 패하여 준우승했다.
고교 졸업 후 고마자와 대학에 진학, 도토 대학 리그에서는 재학 중 두 차례의 우승을 경험했고 리그 통산 45경기에 등판하여 14승 7패, 평균 자책점 1.76, 94탈삼진을 기록했다. 대학 동기로는 투수 쓰치야 히로시, 유격수 오시타 쓰요시, 3루수 고토 가즈아키가 있다. 사회인 야구팀인 닛폰 통운에 입사하기로 정해졌지만 1967년 프로 야구 드래프트에서 제2차 드래프트 2순위로 주니치 드래건스에 입단했다. 더욱이 주니치에 입단하기 2년 전에는 하계 고시엔 대회 결승전에서 자신과 함께 투수전을 펼쳤던 가토가 주니치에 입단한 지 2년 만에 교통사고로 숨졌다.
좌완 속구파 투수로 기대되면서 프로 1년째부터는 중간 계투로서 28경기에 등판했다. 1969년에는 선발진에 합류했지만 겨우 3승을 올릴 정도로 뚜렷한 결과를 남기지 못했다. 하지만 프로 5년째인 1971년에 12승을 거두면서 부활했고 같은 해 데뷔 후 처음으로 올스타전에도 출전했다. 하지만 그 후엔 부상도 있어서 성적도 떨어졌다. 1974년 시즌 종료 후 자유 계약 선수로 공시되면서 1975년에 다이헤이요 클럽 라이온스로 이적했지만 8경기 등판에만 그쳤으며 그 해 시즌을 끝으로 현역에서 은퇴했다.
현재는 구루메 대학에서 코치를 맡아 구루메 시니어 베이스볼 클럽에 소속돼 있다.

## 선수로서의 특징
현역 시절에 주로 던진 구종은 슬라이더, 커브, 슈토였다.

## 상세 정보

### 출신 학교
- 구루메 시립 구루메 상업고등학교
- 고마자와 대학

### 선수 경력
- 주니치 드래건스(1967년 ~ 1974년)
- 다이헤이요 클럽 라이온스(1975년)

### 개인 기록
- 올스타전 출장 : 1회(1971년)

### 등번호
- 16(1967년 ~ 1974년)
- 18(1975년)

### 연도별 투수 성적
| 연 도      | 소 속      | 등 판 | 선 발 | 완 투 | 완 봉 | 무 4 구 | 승 리 | 패 전 | 세 이 브 | 홀 드 | 승 률 | 타 자 | 이 닝 | 피 안 타 | 피 홈 런 | 볼 넷 | 고 4 | 몸 맞 | 탈 삼 진 | 폭 투 | 보 크 | 실 점 | 자 책 점 | 평 자 책 | W H I P |
| ---------- | ---------- | ----- | ----- | ----- | ----- | ------- | ----- | ----- | -------- | ----- | ----- | ----- | ----- | -------- | -------- | ----- | ---- | ----- | -------- | ----- | ----- | ----- | -------- | -------- | ------- |
| 1967년     | 주니치     | 28    | 1     | 0     | 0     | 0       | 0     | 0     | --       | --    | ----  | 146   | 35.1  | 31       | 4        | 12    | 0    | 0     | 18       | 0     | 0     | 17    | 14       | 3.60     | 1.22    |
| 1968년     | 주니치     | 22    | 2     | 0     | 0     | 0       | 1     | 0     | --       | --    | 1.000 | 147   | 33.2  | 39       | 7        | 12    | 2    | 0     | 21       | 1     | 0     | 18    | 18       | 4.76     | 1.51    |
| 1969년     | 주니치     | 47    | 14    | 3     | 2     | 0       | 3     | 9     | --       | --    | .250  | 590   | 147.2 | 121      | 9        | 28    | 0    | 3     | 103      | 2     | 0     | 49    | 37       | 2.25     | 1.01    |
| 1970년     | 주니치     | 39    | 14    | 2     | 1     | 0       | 4     | 8     | --       | --    | .333  | 536   | 131.0 | 124      | 17       | 32    | 4    | 3     | 67       | 1     | 1     | 59    | 56       | 3.85     | 1.19    |
| 1971년     | 주니치     | 44    | 28    | 8     | 2     | 0       | 12    | 8     | --       | --    | .600  | 842   | 209.1 | 188      | 14       | 44    | 7    | 3     | 115      | 0     | 0     | 64    | 56       | 2.41     | 1.11    |
| 1972년     | 주니치     | 25    | 11    | 1     | 0     | 1       | 5     | 4     | --       | --    | .556  | 303   | 70.0  | 84       | 13       | 13    | 3    | 0     | 36       | 1     | 0     | 39    | 36       | 4.63     | 1.39    |
| 1973년     | 주니치     | 29    | 9     | 1     | 0     | 0       | 1     | 1     | --       | --    | .500  | 320   | 76.0  | 71       | 6        | 23    | 3    | 2     | 34       | 2     | 0     | 31    | 29       | 3.43     | 1.24    |
| 1974년     | 주니치     | 9     | 2     | 0     | 0     | 0       | 0     | 1     | 0        | --    | .000  | 85    | 17.2  | 27       | 1        | 7     | 1    | 0     | 10       | 0     | 0     | 16    | 15       | 7.50     | 1.92    |
| 1975년     | 다이헤이요 | 8     | 0     | 0     | 0     | 0       | 0     | 0     | 0        | --    | ----  | 57    | 11.1  | 16       | 2        | 7     | 0    | 0     | 3        | 0     | 0     | 13    | 9        | 7.36     | 2.03    |
| 통산 : 9년 | 통산 : 9년 | 251   | 81    | 15    | 5     | 1       | 26    | 31    | 0        | --    | .456  | 3026  | 732.0 | 701      | 73       | 178   | 20   | 11    | 407      | 7     | 1     | 306   | 270      | 3.32     | 1.20    |